# WWE Elimination Chamber: Toronto
WWE Elimination Chamber: Toronto (in Deutschland bekannt als WWE No Escape: Toronto) war eine Wrestling-Veranstaltung der WWE, die als Pay-per-View auf dem WWE Network, Peacock und Netflix ausgestrahlt wurde. Sie fand am 1. März 2025 im Rogers Centre in Toronto, Ontario, Kanada statt. Es war die fünfzehnte Austragung von Elimination Chamber seit 2010 und die neunte seit Mai 2015. Die Veranstaltung fand zum ersten Mal in Toronto statt.

## Hintergrund
Im Vorfeld der Veranstaltung wurden vier Matches angesetzt. Diese resultierten aus den Storylines, die in den Wochen vor Elimination Chamber bei Raw und SmackDown, zwei der wöchentlichen Shows der WWE, gezeigt wurden. Als Hauptkampf wurde, dem Namen der Veranstaltung entsprechend, ein No-Escape-Match angesetzt, in dem der Nr. 1 Herausforderer für die Undisputed WWE Championship ausgefochten wurde.

## Ergebnisse

### Übersicht
| Matchart                       |                                  |      |                                                                    | Zeit  |
| ------------------------------ | -------------------------------- | ---- | ------------------------------------------------------------------ | ----- |
| No-Escape-Match der Frauen     | Bianca Belair                    | bes. | Alexa Bliss, Bayley, Liv Morgan, Naomi und Roxanne Perez           | 29:15 |
| Tag-Team-Match                 | Trish Stratus & Tiffany Stratton | bes. | Nia Jax & Candice LeRae                                            | 11:40 |
| unsanktioniertes Singles-Match | Kevin Owens                      | bes. | Sami Zayn                                                          | 27:35 |
| No-Escape-Match der Männer     | John Cena                        | bes. | CM Punk, Damian Priest, Drew McIntyre, Logan Paul und Seth Rollins | 32:40 |

### Women's No Escape-Match
| Eliminiert | Wrestler      | Entered | Eliminiert von        | via                         | Zeit im Ring |
| ---------- | ------------- | ------- | --------------------- | --------------------------- | ------------ |
| 1          | Naomi         | 1       | Nicht konkurrenzfähig | attackiert von Jade Cargill | 3:23         |
| 2          | Bayley        | 5       | Liv Morgan            | Pinfall                     | 19:05        |
| 3          | Roxanne Perez | 4       | Alexa Bliss           | Pinfall                     | 23:05        |
| 4          | Alexa Bliss   | 6       | Liv Morgan            | Pinfall                     | 25:35        |
| 5          | Liv Morgan    | 2       | Bianca Belair         | Pinfall                     | 29:15        |
| Siegerin   | Bianca Belair | 3       |                       |                             | 29:15        |

### Men's No-Escape-Match
| Eliminiert | Wrestler      | Entered | Eliminiert von | via                  | Zeit im Ring |
| ---------- | ------------- | ------- | -------------- | -------------------- | ------------ |
| 1          | Drew McIntyre | 1       | Damian Priest  | Pinfall              | 13:10        |
| 2          | Damian Priest | 3       | Logan Paul     | Pinfall              | 14:25        |
| 3          | Logan Paul    | 4       | CM Punk        | Pinfall              | 18:30        |
| 4          | Seth Rollins  | 2       | CM Punk        | Pinfall              | 30:00        |
| 5          | CM Punk       | 6       | John Cena      | Technical submission | 32:40        |
| Sieger     | John Cena     | 5       |                |                      | 32:40        |